# Дід Піхто
Дід Піхто — казки у віршах для дітей 1998 (автор Галина Кияшко), художнє оформлення Оксани Цюпи, видано в Києві видавництвом «Смолоскип».
Книжка містить вступ «Хто такий цей Дід Піхто» і дві казки: «Дід Піхто і неслухняна Даринка» й «Дід Піхто на Новий Рік» (дві частини: Частина 1 «Даринка і ялинка», Частина 2 «Дід Піхто і Олесь-брехунець»). В цілому Галина Кияшко написала 5 казок про Діда Піхта, — три казки, які не увійшли до збірки: «Дід Піхто, Чарівна Лялька і Настуся-вередуся», «Хворий Піхто», «Подорож Піхта й Андрійка у Країну Грози й Вітрів» («Битва з Грозою»).

## Загальна інформація
Під час літературного конкурсу видавництва «Смолоскип» 1996 року, Галину Кияшко, авторку «Діда Піхта», за її творчість для дітей було нагороджено дипломом Лауреата Другої Премії. Галина присвятила книжку своїм небогам Дарусі та Настусі.
За однією з казок про Діда Піхта (а саме «Дід Піхто і неслухняна Даринка», з ініціативи письменника Богдана Жолдака, Студією «Компанія Рось» було знято телевізійну казку під назвою «Про Діда Піхта» (транслювалася на УТ-1 та інших каналах), де авторка Галина Кияшко (за фахом актриса) власне зіграла всіх персонажів казки: Діда Піхта, Даринку, Бабцю, Вовкулаку Сіроманця і, звісно, автора-читця.
Камерним Київським театром на Чоколівці (нині Київський театр «Дивний Замок») було створено виставу «Казка про Діда Піхта» (постановка Ігора Тихомирова), в якій також грала авторка казки Галина Кияшко разом з актором Зиновієм Таратинським (виставу було також зіграно й в іншому складі).

## Короткий зміст
«Хто ж такий цей Дід Піхто Галини Кияшко? Казковий Дід любить слухняних дітей, їм приносить подарунки, їм відкриває таємниці світу. Дід Піхто дуже не любить неслухів і має власну, не надто приємну систему виховання»
(Роксана Харчук.) Роксана є дочкою письменника Б. Харчука.

## Довідка
- Рік видання: 1998
- Автор: Галина Кияшко
- Художнє оформлення: Оксана Цюпа.
- Видавництво: «Смолоскип». Київ.
- Друкарня: Жовтківська друкарня видавництва Отців Василіян «Місіонер». Львів.
- Відповідальна за випуск: Роксана Харчук.
- Набір і верстка: Тетяна Молодика.